# Мамай (Кыргызстан)
Мамай (кирг. Мамай) — село в Аксыйском районе Джалал-Абадской области Кыргызстана. Административно подчинено администрации города Кербен.

## География
Село расположено в южной части области, вблизи государственной границы с Узбекистаном, на расстоянии приблизительно 3 километров (по прямой) к юго-западу от города Кербен, административного центра района. Абсолютная высота — 1240 метров над уровнем моря.

## Население
Согласно оценочным данным Национального статистического комитета Кыргызской Республики, численность населения села на начало 2023 года составляла 374 человека.
| год     | 2009 | 2014 | 2015 | 2020 | 2021 | 2023 |
| ------- | ---- | ---- | ---- | ---- | ---- | ---- |
| человек | 296  | 300  | 292  | 297  | 349  | 374  |